# Theodor Bergk

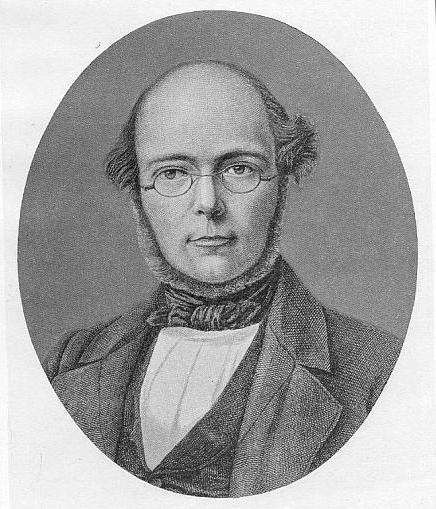
Theodor Bergk

Wilhelm Theodor von Bergk (* 22. Mai 1812 in Leipzig; † 20. Juli 1881 in Ragaz, Schweiz) war ein deutscher Altphilologe. Er war Mitglied des Siebzehnerausschusses der Frankfurter Nationalversammlung.

## Leben
Bergk wurde als Sohn des Übersetzers und Popularphilosophen Johann Adam Bergk in Leipzig geboren. Ebendort besuchte er die humanistische Thomasschule. Von 1830 bis 1834 studierte er Klassische Philologie bei Gottfried Hermann an der Universität Leipzig. 1836 wurde er Lehrer an der Lateinischen Hauptschule in Halle. Ab 1838 lehrte er am Gymnasium Carolinum in Neustrelitz und unter August Meineke am Joachimsthalschen Gymnasium in Berlin. 1840 wechselte er an das Gymnasium in Kassel.
Im Jahr 1842 wurde er als Nachfolger von Karl Friedrich Hermann ordentlicher Professor für Klassische Philologie an der Universität Marburg. 1852 erhielt er einen Ruf nach Freiburg, wo er ab 1855 auch Oberbibliothekar der Universitätsbibliothek wurde. Ein weiterer Ruf folgte 1857 nach Halle. Aus gesundheitlichen Gründen wurde er 1869 emeritiert und zog nach Bonn. Literarisch hat sich Bergk um die griechischen Dichter bemüht. Seine Hauptwerke waren Poetae lyrici graeci und Geschichte der griechischen Literatur (1872). Außerdem war er für mehrere Jahre für die Zeitschrift für die Alterthumswissenschaft verantwortlich. Er setzte sich u. a. kritisch mit Theodor Mommsen auseinander.
Von 1847 bis 1849 war er gemäßigt liberaler Vertreter der Universität Marburg in der Kurhessischen Ständeversammlung. 1848 war er Mitglied des Vorparlaments. Von 1848 bis 1849 war er Mitglied des Siebzehnerausschusses des Bundestags in Frankfurt.
Ab 1844 war er ordentliches Mitglied des Deutschen Archäologischen Instituts Rom. 1845 wurde er korrespondierendes Mitglied der Königlich-Preußischen Akademie der Wissenschaften. Im Jahr 1860 nahmen ihn die Bayerische Akademie der Wissenschaften als ordentliches und die Akademie der Wissenschaften zu Göttingen als korrespondierendes Mitglied (ab 1876 auswärtiges Mitglied) auf. 1843 wurde er von der Philologenversammlung in Kassel zum Vorsitzenden gewählt. 1867 übernahm er die Vizepräsidentschaft der Halleschen Philologenversammlung. Außerdem war er Mitglied der Prüfungskommission in Halle.
Theodor Bergk starb 1881 im Kurort Ragaz.

## Veröffentlichungen (Auswahl)
- Commentatio de Sophoclis fragmentis. Staritz, Leipzig 1833.
- Commentationes de reliquiis comoediae Atticae antiquae. Koehler, Leipzig 1838.
- Poetae lyrici graeci. Teubner, Leipzig 1843 (archive.org).
- Anthologia lyrica. Teubner, Leipzig 1853–1868.
- Griechische Literaturgeschichte. 4 Bände und Register. Weidmann, Berlin 1872–1894.
- Augusti rerum a se gestarum indicem. Dieterich, Göttingen 1873.
- Inschriften römischer Schleudergeschosse. Teubner, Leipzig 1876 (Digitalisat).
- Zur Geschichte und Topographie der Rheinlande in römischer Zeit. Teubner, Leipzig 1882 (Digitalisat).
- Aristophanes. Teubner, Leipzig 1907.